# Жук малиновий
Малиновий жук (Byturus tomentosus F.) — вид жуків із родини Byturidae. Пошкоджує бутони, квітки і листя малини, личинки пошкоджують ягоди.

## Опис

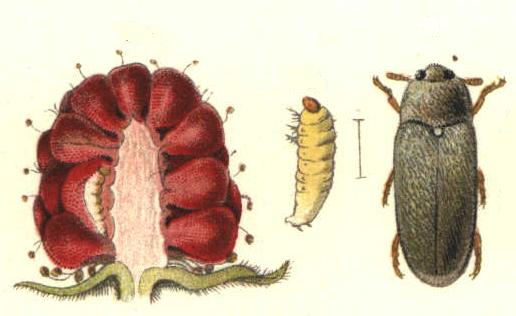
Імаго, личинка та пошкоджений плід малини

Сірувато-чорний жук, близько 4 міліметрів завдовжки, густо вкритий жовто-сірими волосками, які щільно прилягають до тіла, надаючи йому жовто-сірого забарвлення.

## Екологія
Жуки зимують у ґрунті під кущами малини на глибині 15-20 сантиметрів. Навесні, в кінці квітня — травні, коли ґрунт нагрівається до +12 °C, виходять на поверхню, перелітають на квітуючі рослини і виїдають тичинки й пилок. У цей час вони спостерігаються — на плодових, ягідних культурах і бур'янах. Коли з'являються бутони малини, жуки перелітають на неї, вигризають дірочки в листках і пошкоджують бутони, які після цього засихають або розцвітають частково, але ягоди утворюються неповноцінні, дрібні. У квітках малини жуки обгризають нектарники і відкладають білі довгасті яйця. Іноді відкладають яйця на нижню поверхню молодих листків малини. Через 8-10 днів з яєць виходять жовтуваті червоподібні шестиногі личинки, які вигризають соковите плодоложе і основу ягід. Личинки живляться в період достигання плодів і часто зустрічаються в них під час збирання врожаю. Досягнувши довжини 6-6,5 мм, личинки падають на землю і заляльковуються в ґрунті. Восени з лялечок виходять жуки, які залишаються на зимівлю в ґрунті.
Життєвий цикл комахи вивчав та розробляв засоби захисту від неї врожаю український ентомолог С.О. Мокржецький.